# Beinn Dearg (Blair Atholl)
Der Beinn Dearg ist ein als Munro und Marilyn eingestufter, 1.008 m (3.307 ft) hoher Berg in Schottland. Sein gälischer Name kann in etwa mit Roter Berg übersetzt werden.
Er liegt in der Council Area Perth and Kinross in den Grampian Mountains rund 15 Kilometer nördlich von Blair Atholl in einer weitgehend unbewohnten Berglandschaft. Der Beinn Dearg ist der höchste Berg im westlichen Teil des Forest of Atholl und liegt zwischen den oberen Enden des westlich liegenden Glen Bruar und des östlich benachbarten Gleann Diridh, einem Seitental des Glen Tilt.  

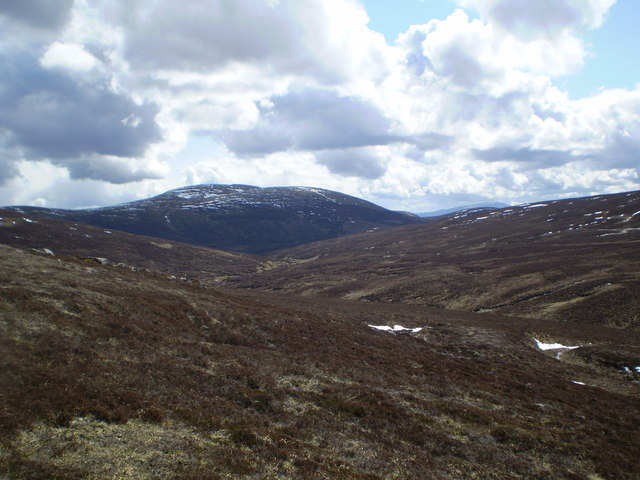
Blick aus dem Norden vom Oberlauf des Tarf Water zum Beinn Dearg

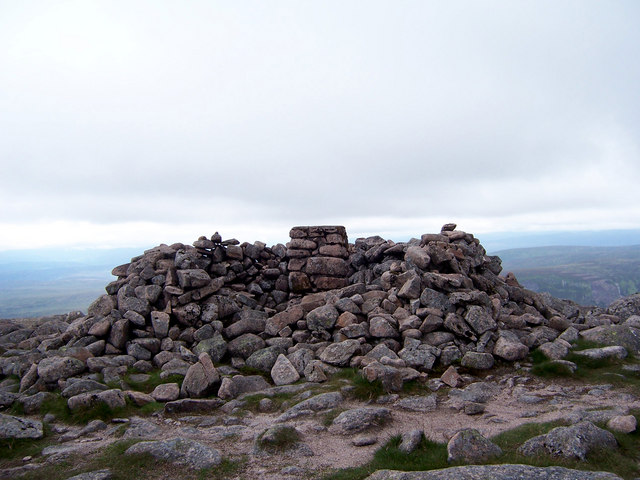
Der aus runden rosa Granitblöcken bestehende Gipfelcairn des Beinn Dearg

Der Beinn Dearg erhebt sich als auffällige, aus rosa Granit bestehende breite Kuppel über die umliegenden weiten Moorlandschaften des Forest of Atholl. Sein überwiegend aus steilen, geröllbedeckten Hängen bestehender Gipfelbereich erstreckt sich in etwa in der Richtung von Nordnordost nach Südsüdwest, der höchste Punkt liegt im südlichen Teil. Nach Norden und Nordosten schließen sich zwei etwas niedrigere Vorgipfel an, im Norden der 932 Meter hohe Beinn Gharbh und nim Nordosten der 885 Meter hohe Elrig ’ic an Toisich. Während der Beinn Gharbh ebenfalls felsig aufgebaut direkt an den Beinn Dearg anschließt, ist der Elrig ’ic an Toisich ein flacher grasbedeckter Buckel. Von beiden Vorgipfeln aus fällt das Massiv des Beinn Dearg sanft in das umliegende Moorland ab, während die West- und die Ostseite des Berges steiler und felsdurchsetzt sind. Über die Moor- und Heideflächen beidseits des Berges fällt der Beinn Dearg schließlich über die steilen, teils zerklüftete Hänge des Beinn Losgarnaich und des Meall Dubh nan Dearcagin in das Glen Bruar bzw. des Beinn a’ Chait in das Gleann Diridh ab.
Aufgrund seiner entlegenen Lage erfordert der Beinn Dearg für Munro-Bagger einen langen Anmarsch von Blair Atholl als dem nächsten geeigneten Ausgangspunkt. Anstiegsmöglichkeiten bestehen aus dem Glen Bruar über verschiedene Routen, entweder über die Südseite des Beinn Losgarnaich und die Westseite des Beinn Dearg zum Gipfel, oder über den südlich liegenden Meall Dubh nan Dearcag und den Südwestgrat zum Gipfel. Weitere Möglichkeiten bestehen über das Glen Tilt und das Gleann Diridh.